# Włodzimierz Deluga
Włodzimierz Władysław Deluga (ur. 24 maja 1947 w Mzdowie, zm. 4 marca 2022) – polski ekonomista, dr hab.

## Życiorys
W 1978 r. ukończył studia w Wyższej Szkole Pedagogicznej w Słupsku, w 1985 r. studia na Akademii Nauk Społecznych, a w 1993 r. studia na Rosyjskiej Akademii Zarządzania. Został zatrudniony na stanowisku profesora w Wyższej Szkole Organizacji Turystyki i Hotelarstwa w Warszawie, oraz w Almamer Wyższej Szkole Ekonomicznej w Warszawie na Wydziale Zamiejscowym w Koszalinie.
Był kierownikiem Zakładu Marketingu i Usług na Wydziale Nauk Ekonomicznych Politechniki Koszalińskiej, rektorem Wyższej Szkoły Organizacji Turystyki i Hotelarstwa w Warszawie, członkiem rady naukowej Polskiego Towarzystwa Ekonomicznego, a także członkiem zarządu oddziału koszalińskiego tegoż towarzystwa.